# Michelle Senlis
Michelle Senlis, nom de ploma de Michelle Fricault, és una lletrista francesa, nascuda el 20 de juliol de 1933 a Montgeron i morta el 21 de juliol de 2020 a París. Ha signat sobretot cançons de Jean Ferrat, Juliette Gréco, Fabienne Thibeault i Hug Aufray.

## Composicions
Édith Piaf és la primera, l'any 1955, a interpretar una cançó escrita per Michelle Senlis, en col·laboració amb Catherine Sauvage, titulada C'est à Hambourg, que Piaf interpretaria a l'Olympia esmentant els nom de les lletristes, com solia fer sempre. La cançó fou interpretada per molts artistes, des de Germaine Montero fins a Suzy Solidor passant per Catherine Sauvage, i als Estats Units adoptaria el nom de Left Banke. Poc després, Michelle Senlis escrigué per a la mateixa intèrpret Les Amants d'un Jour, l'any 1956, i Comme Moi, l'any 1958, sobre músiques de Marguerite Monnot.
Els intèrprets més destacats la van sol·licitar a partir d'aleshores i l'any 1963 escrigué, entre d'altres, C'est un jour à Naples, per a Dalida, i Rachel, per a Juliette Gréco, així com Quatre-cents enfants noirs, per a Christine Sèvres.
Senlis va signar un gran nombre de cançons amb la seva companya, Claude Delécluse, entre les quals La Belle Amour l'any 1959 per a Léo Ferré. L'any 1967, en col·laboració amb Francis Lai, va escriure una cançó interpretada per Jacqueline Dulac, Venise sous la neige. Però és amb Jean Ferrat amb qui va establir la col·laboració més fructífera i duradora. Entre la trentena de cançons escrites en col·laboració amb ell, són especialment recordades Mon vieux (primera versió de 1963) i (entre la dotzena gravada per Ferrat) Chanson pour toi, C'est beau la vie, Les derniers tziganes, Les nomades, À moi l'Afrique.

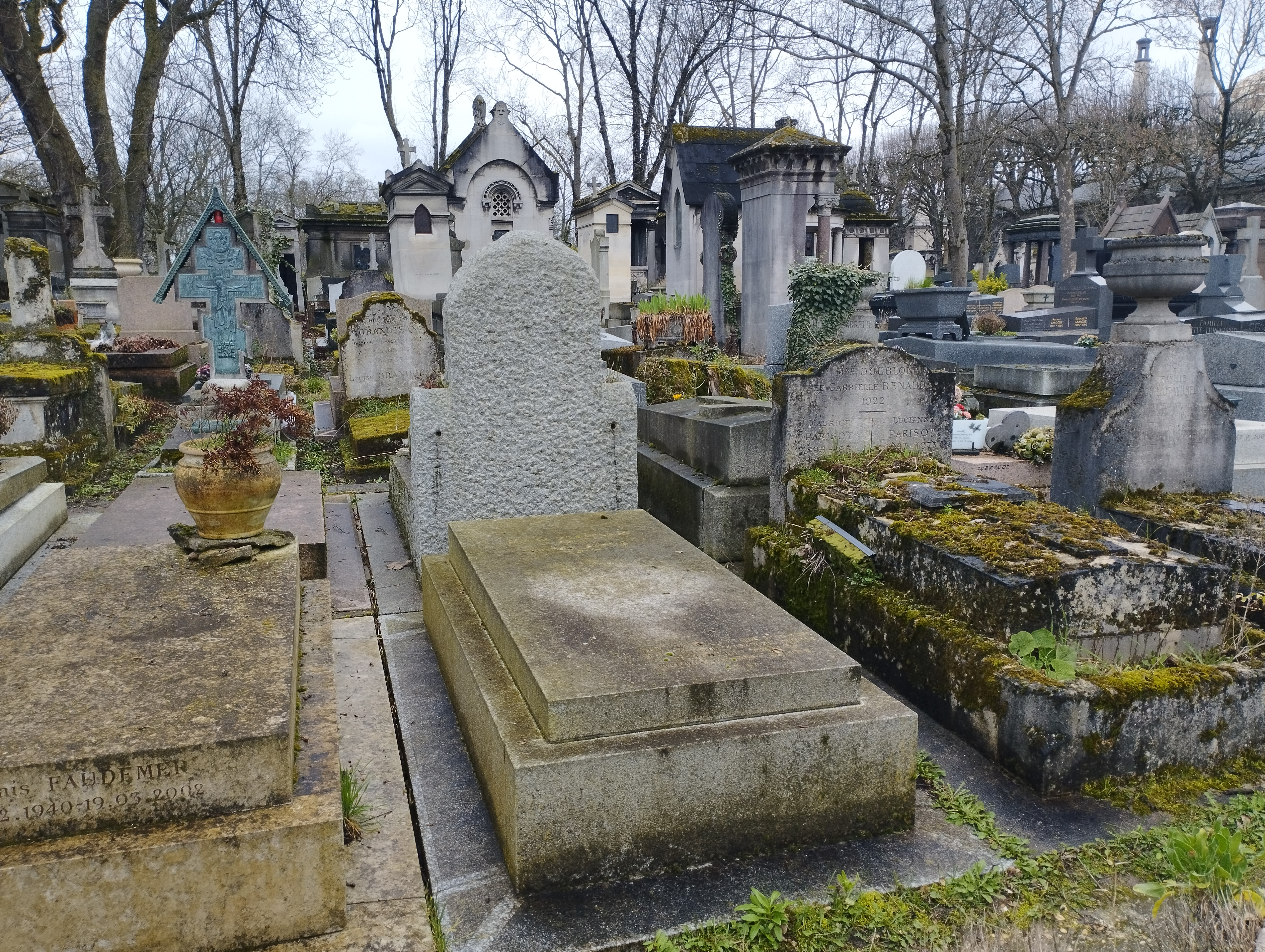
Tomba de Michelle Senlis i la seva companya Claude Delécluse al cementiri de Père-Lachaise, a París

Escrigué per a altres intèrprets, entre els quals Fabienne Thibeault, per a qui va compondre Comme les enfants, o també per a Noëlle Cordier, Georgette Lemaire, Mireille Mathieu, Régine i Jacques Hustin.
En els darrers vint anys Michelle Senlis es consagrà exclusivament a la pintura, exposant a tot el món. Tanmateix, l'any 2016 reprengué la ploma per escriure Elle a refermé le piano, probablement la seva última cançó, per a Isabelle Aubret. Publica l'any 2016 un recull de poesies, Du cœur à l'aubier, dedicat a la seva companya Claude Delécluse, morta l'any 2011.
Va rebre el Prix de la Chanson el 1963, el Prix André-Didier Mauprey el 2002.

## Discografia

### Lletrista
- À moi l'Afrique (música de Jean Ferrat), interprèt: Jean Ferrat
- Les nomades (música de Jean Ferrat), interprèts: Jean Ferrat, Les Trois Ménestrels, Junia Montès, Les Sœurs Yvelis
- Quatre cents enfants noirs (música de Jean Ferrat), interprèts: Jean Ferrat, Christine Sèvres
- Les Belles Étrangères (música de Jean Ferrat), interprèt: Jean Ferrat
- Les derniers tziganes (música de Jean Ferrat), interprèt: Jean Ferrat
- Le p'tit jardin (música de Jean Ferrat), interprèt: Jean Ferrat
- Mes amours (música de Jean Ferrat), interprèt: Jean Ferrat
- Autant d'amours, autant de fleurs (música de Jean Ferrat), interprèt: Jean Ferrat
- Qui (música de Jean Ferrat), interprèt: Isabelle Aubret
- Quand je rentre avec toi (música de Jean Ferrat), interprèt: Isabelle Aubret
- Elle avait mon âge (música de Jean Ferrat), interprèt: Isabelle Aubret
- D'autres jeudis (música d'Alain Goraguer), interprèt: Isabelle Aubret
- Ça ne fait pas une chanson (música d'Alain Goraguer), interprèt: Isabelle Aubret
- Sauvage et tendre Mexico (música de Jorge Milchberg), interprèt: Isabelle Aubret
- À l'enfant que j'étais (música de François Rauber), interprèt: Isabelle Aubret
- Marchand d'oiseaux (música de Jacques Debronckart), interprèt: Isabelle Aubret
- Le Vent (música de Jacques Debronckart), interprèt: Isabelle Aubret
- Mon vieux (música de Jean Ferrat, arranjaments de Daniel Guichard), interprèts: Daniel Guichard, Jacques Berger
- Les Chevaux (música de Jean Ferrat), interprèt: Jacqueline Dulac
- Venise sous la neige (música de Francis Lai), interprèt: Jacqueline Dulac
- Quand (música de Francis Lai), interprèt: Jacqueline Dulac
- On pleure le matin (música de Francis Lai), interprèt: Jacqueline Dulac
- Non ce n'est pas l'automne (música de Jacqueline Dulac), interprèt: Jacqueline Dulac
- L'aube n'est pas un cri (música de Jacqueline Dulac), interprèt: Jacqueline Dulac
- Un peu comme aujourd'hui (música de Jacques Hustin), interprèt: Jacques Hustin
- On t'apprends par cœur (música de Jacques Hustin), interprèt: Jacques Hustin
- Le Cosaque (música de Jacques Hustin), interprèt: Jacques Hustin
- Le Vieux Berger (música de Jacques Hustin), interprèt: Jacques Hustin
- Mais qui est le sauvage? (música de Jacques Hustin), interprèt: Jacques Hustin
- Ma vie d'artiste (música de Jacques Hustin), interprèt: Jacques Hustin
- La Forêt bleue (música de Jacques Hustin), interprèt: Jacques Hustin
- Ne lui dis pas (música de Paul et Lana Sebastian), interprèt: Dalida
- Justine (música de Pascal Auriat), interprèt: Dalida
- Les Affiches (música de Marc Heyral), interprèt: Les Trois Ménestrels
- Mike (música de Chris White, lletra original de Rod Argent), interprèt: Métal
- Dix ans ont passé (música de Russ Ballard), interprèt: Métal

### En col·laboració amb Claude Delécluse
- Les Amants d'un jour (música de Marguerite Monnot), interprèts: Édith Piaf, Gérard Calvi
- C'est à Hambourg (música de Marguerite Monnot), interprèts: Édith Piaf, Renée Lebas
- Comme moi (música de Marguerite Monnot), interprèt: Édith Piaf
- C'est beau la vie (música de Jean Ferrat), interprèts: Isabelle Aubret, Jean Ferrat, Jacqueline Dulac, Les Djinns, Dania Rika
- Le Bonheur (música de Jean Ferrat), interprèt: Isabelle Aubret
- Derrière la rose noire (música de Jean Ferrat), interprèt: Isabelle Aubret
- Les Moulins (música de Jean Ferrat), interprète : Isabelle Aubret
- L'Oiseau de liberté (música d'Alain Goraguer), interprèt: Isabelle Aubret
- L'Espoir (música d'Alain Goraguer), interprèt: Isabelle Aubret
- Meine Liebe, mon amour (música de François Rauber), interprèt: Isabelle Aubret
- Les Petits Bistrots (música de Jean Ferrat), interprèts: Jean Ferrat, Jean-Louis Stain
- Dans le cœur des poètes (música de Jacqueline Dulac), interprèt: Jacqueline Dulac
- Puisque tout renaît (música de Jacqueline Dulac), interprèt: Jacqueline Dulac
- Oui, Paris c'est ça (música de Migliardi), interprèt: Jacqueline Dulac
- Lettre des îles (música de Francis Lai), interprèt: Jacqueline Dulac
- N'en faire qu'à son cœur (música de Jacqueline Dulac), interprèt: Jacqueline Dulac
- Il pleut sur les amandes (música de Pierre Papadiamandis), interprèt: Jacqueline Dulac
- Le Printemps à Paris (música de Jean Bouchéty), interprèt: Jacqueline Dulac
- Avoir 20 ans (música de Barbara Dane), interprèt: Jacqueline Dulac
- Le Plaisir (música de Claude-Henri Vic), interprèt: Christine Sèvres
- Rachel (música d'André Lutereau), interprèt: Juliette Gréco
- La fête est finie (música de Marc Heyral), interprèt: Juliette Gréco
- Le Bel Amour (música de Léo Ferré), interprèt: Catherine Sauvage
- Le Ballon bleu (música de Mireille), interprèts: Les Trois Ménestrels, Jean-Jacques Debout
- Guitare flamenco (música de Charles Dumont), interprèt: Dalida
- C'est un jour à Naples (música de René Cloarec), interprèt: Dalida
- Pain de joie (música de Charles Dumont), interprèt: Lucien Lupi
- Jenny la chance (música de Norbert Glanzberg), interprèt: Patachou
- Concerto pour un amour (música d'Alain Barrière), interprèt: Anne Costa
- Sans l'amour de toi (música de Paul Misraki), interprèts: Michèle Arnaud, Colette Mars, Miguel Amador, Jeannine Michel
- Il ne verra pas les Antilles (música de Florence Véran), interprèts: Florence Véran, Eddie Constantine
- C'est pour le mois de mai (música de Florence Véran), interprèts: Florence Véran, Anny Flore
- Encore un verre chez Lily (música de Jean Bernard), interprèt: Régine
- Chanson de Jenny de Kiel (música d'André Grassi), interprèt: Béatrice Arnac
- La neige est si blanche (música de Marc Heyral), interprète : Eva
- Y'avait Fanny (música de Claude Delécluse), interprèts: John William, Armand Mestral
- Lola, Lola (música de Claude Delécluse), interprèt: Francesca Solleville
- Sachez qu'on m'appelle Mary (música de Jorge Milchberg), interprèt: Francesca Solleville
- Bijou-ciné (música de Marc Heyral), interprèts: Jean Siegfried, Nina Franca
- Lui qui avait vingt ans (música de Janine Bertille), interprèt: Janine Bertille